# Dendrobium helix
Dendrobium helix är en orkidéart som beskrevs av Phillip James Cribb. Dendrobium helix ingår i släktet Dendrobium, och familjen orkidéer. Inga underarter finns listade i Catalogue of Life.